# Gränsskikt
Inom fysik och fluidmekanik betecknar gränsskikt det tunna skikt av fluid som befinner sig närmast en fast yta i samband med strömning, alternativt närmast en annan gränsyta såsom en fluid av annan densitet. Förhållandena i gränsskiktet är av stor betydelse för strömningen som helhet, och påverkar därför strömningsmönstret runt exempelvis en flygplansvinge eller ett fartygsskrov. Strömningsförhållandena i gränsskiktet skiljer sig ofta från strömningsförhållandena i resten av fluidvolymen, vilket är anledningen till att gränsskiktet är föremål för särskild uppmärksamhet inom fluidmekaniken. Gränsskiktets tjocklek varierar mellan olika strömningsfall.

## Prandtls gränsskiktsteori
Ludwig Prandtl var den förste som beskrev det aerodynamiska gränsskiktet i ett forskningsarbete som presenterades vid en konferens den 12 augusti 1904 i Heidelberg, Tyskland. I sin teori delar Prandtl upp ekvationerna som beskriver flödet i två delar: en inne i gränsskiktet, som domineras av de viskösa krafterna och som bidrar mest till motståndet (eng. drag) som upplevs av den närliggande fasta ytan; och en i det fria flödet, där de viskösa effekterna kan bortses från. Detta lägger grunden för beräkning av gränsskiktsströmning.

## Olika typer av gränsskikt

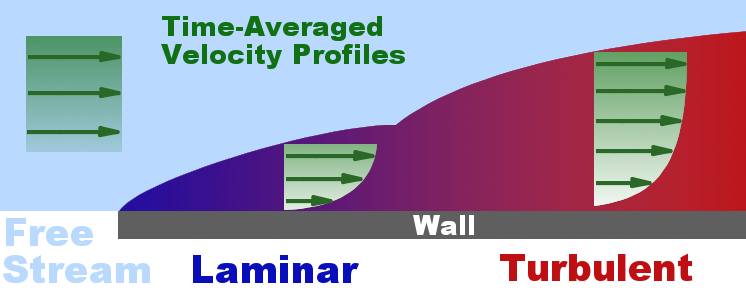
Illustration av gränsskiktsströmning med övergång från laminär till turbulent strömning. Denna typ av övergång är bland annat relevant för strömningen runt en flygplansvinge.

Det finns två huvudsakligen typer av gränsskiktsströmning: laminär och turbulent. Vid strömning över en viss yta kan laminär strömning förekomma på vissa delar av ytan och turbulent strömning på andra delar av ytan.
Laminär strömning sker jämnt och utan omblandning, medan turbulent strömning innehåller virvlar. Laminär strömning orsakar mindre friktion mot ytan men är mindre stabil.

## Fysikaliska aspekter
Vid beräkningar av gränsskiktsströmning kan många termer elimineras ur Navier–Stokes ekvationer så att ekvationerna förenklas till gränsskiktsekvationerna, som kan användas till att beskriva ett gränsskikts utseende.
Ett laminärt gränsskikts tjocklek beror på Reynolds tal och därmed också på fluidens hastighet och viskositet. En låg hastighet eller en hög viskositet ger ett tjockt laminärt gränsskikt och en hög hastighet eller en låg viskositet ger ett tunt laminärt underskikt.

## Praktisk betydelse

### Strömning runt flygplansvingar
Vid framkanten av en vinge är flödet inledningsvis laminärt. Gränsskiktets tjocklek ökar med avståndet från framkanten. Vid tillräckligt höga hastigheter blir det laminära flödesmönstret instabilt, vilket innebär att det laminära gränsskiktet övergår till ett turbulent gränsskikt vid ett visst avstånd från vingens framkant. Strömningsmotståndet runt vingen blir lägre ju längre bak som övergången från laminär till turbulent strömning inträffar, och detta är därför ett designkriterium för flygplansvingar.

### Syrgastransport
I naturen har tjockleken hos laminära gränsskikt en betydelse för fysikaliska processer som påverkar levande organismer. Vid turbulenta vattenflöden i ett vattendrag sker ett massflöde av till exempel syrgas ner till botten, varpå skadlig syrgasbrist lätt kan undvikas. Vid laminära flöden (till exempel stillastående vatten i en sjö) sker istället syrgastransporten mestadels via diffusion, som är en mycket långsammare process än massflöde. Ett tjockt laminärt gränsskikt tenderar följaktligen till att skapa syrgasbrist på till exempel sjöbottnar.

### Värmetransport
Principen om massflöde och diffusion är även tillämplig på värmetransporter i till exempel luft. Vid blåst (massflöde) blir det laminära underskiktet mycket tunt, varför man lätt fryser om det samtidigt är kallt ute (samt bränner sig lätt om man är i en varm bastu och någon blåser mot dig). Vid vindstilla förhållanden blir det laminära underskiktet tjockt, varför man lättare kan behålla en behaglig kroppstemperatur oavsett om det är kallt eller varmt.
Lager på lager-principen bygger för övrigt på att skapa ett tillräckligt tjockt laminärt underskikt (med instängd luft), så att man varken fryser eller svettas.

### Hydrotekniska flödesberäkningar
Tjockleken av det laminära gränssiktet är direkt avgörande för beräkningen av friktionstalet i Darcy-Weisbachs ekvation och andra aspekter av rörströmning. Om det laminära underskiktet är tjockare än rörets inre ojämnheter, kallas detta för hydraulisk glatt. Om det laminära underskiktet däremot är klart tunnare det rörets inre ojämnheter, kallas detta för hydraulisk rått. Däremellan finns det en övergångszon.